# Eriothrix furvus
Eriothrix furvus là một loài ruồi trong họ Tachinidae.